# Trudy
Trudy (biał. Труды; ros. Труды) – wieś na Białorusi, w obwodzie witebskim, w rejonie miorskim, w sielsowiecie Uźmiony.

## Historia
W czasach zaborów wieś w gminie Leonpol, w powiecie dzisieńskim, w guberni wileńskiej Imperium Rosyjskiego. Pod koniec XIX wieku należała do dóbr Uźmiony, własność Czerwińskich.
W latach 1921–1945 wieś i kolonia leżała w Polsce, w województwie wileńskim, w powiecie dziśnieńskim (od 1926 w powiecie brasławskim), w gminie Leonpol.
Według Powszechnego Spisu Ludności z 1921 roku zamieszkiwało tu 108 osób, 1 była wyznania rzymskokatolickiego a 107 prawosławnego. Jednocześnie 49 mieszkańców zadeklarowało polską a 59 białoruską przynależność narodową. Było tu 16 budynków mieszkalnych. W 1931 we wsi w 24 domach zamieszkiwały 124 osoby, a w kolonii w 1 domu zamieszkiwały 2 osoby.
Wierni należeli do parafii rzymskokatolickiej i prawosławnej w Leonpolu. Miejscowość podlegała pod Sąd Grodzki w Drui i Okręgowy w Wilnie; właściwy urząd pocztowy mieścił się w Leonpolu.
W wyniku napaści ZSRR na Polskę we wrześniu 1939 miejscowość znalazła się pod okupacją sowiecką. 2 listopada została włączona do Białoruskiej SRR. Od czerwca 1941 roku pod okupacją niemiecką. W 1944 miejscowość została ponownie zajęta przez wojska sowieckie i włączona do Białoruskiej SRR.
Od 1991 w składzie niepodległej Białorusi.